# Kofta
Kofta (též čufty, qofte, köfte, keftedes, chiftea) je souhrnné označení pokrmů v podobě masových kuliček či válečků, které pochází z oblasti jižní Asie, střední Asie, Balkánu, Blízkého východu, severní Afriky nebo o z oblasti jižního Kavkazu. V nejjednodušší formě se kofta skládá z kuliček z mletého masa (obvykle se jedná o maso hovězí, kuřecí, jehněčí, skopové, či velbloudí, pouze zřídka pak o vepřové maso či směs různých mas), které je smícháno s kořením a někdy i s dalšími ingrediencemi. Nejstarší známé recepty pochází z raných arabských kuchařek. Tehdy se připravovaly z jehněčího masa.
Existuje mnoho národních i lokálních variant tohoto pokrmu. Existují i zeleninové či zasyrova připravované varianty kofty. Tvar kofty se také liší, mohou to být kuličky, placičky či válečky o velikosti přibližně golfového míčku až po velikost pomeranče.

## Etymologie
V češtině je slovo kofta přejaté slovo z arabštiny. Do angličtiny bylo přejato z hindustánštiny कोफ़्ता/کوفتہ a perštiny کوفته, kde tento výraz znamená mleté maso. Nejstarší dochované použití tohoto slova v urdštině je doloženo v díle ʿAlī Nāma pocházejícím z roku 1665, jehož autorem je Mullā Nuṣratī. V anglicky psané literatuře se poprvé objevilo v roce 1832. Poté jej v roce 1883 použil James Wise. Jazyky v oblasti, odkud slovo kofta pochází, jej přejaly s menšími fonetickými obměnami. V jiných jazycích se podobným pokrmům říká krokety, knedlíčky, karbanátky, masové kuličky či taštičky.

## Historie
Již ve starověké římské kuchařce Apicius je uvedeno mnoho receptů na masové kuličky. První recepty na kofty se objevují v nejstarších arabských kuchařkách. Nejstarší recepty jsou na velké masové koule z mletého jehněčího masa třikrát glazovaného směsí šafránu a vaječného žloutku. Kofty se poté rozšířily do Indie. Podle Alana Davidsona se Nargisi Kofta podávala na císařském dvoře v Mughalské říši.
Kofty patří mezi pokrmy připravované od Indického subkontinentu přes střední Asii, Blízký východ, Balkán až po severní Afriku. Patří do národních kuchyní Arménie, Afghánistánu, Albánie, Bosny a Hercegoviny, Bulharska, Gruzie, Libanonu, Palestiny, Sýrie, Egypta, Řecka, Indie, Íránu, Maroka, Pákistánu, Rumunska, Srbska, Severní Makedonie a Turecka. Kofty jsou také oblíbeným pokrmem mezi Asyřany. V Turecku se podle Engina Akina tento pokrm podává během společenských setkání všeho druhu. V Arménii a v Ázerbájdžánu je to, spolu s dolmou, lavašem, harissou, kebabem a baklavou, pokrm "jasně symbolického etnického významu", který je často otázkou sporů, neboť zástupci obou zemí se jej snaží prohlásit za svůj tradiční pokrm, a druhou zemi osočují z toho, že si jej přivlastnila.

## Způsob přípravy
Základní ingrediencí koft je obvykle maso, ale jsou známé svou všestranností. Existuje mnoho způsobů jejich přípravy, jako je smažení, pečení, dušení, vaření nebo grilování. Pokud je kofta připravována tradičním způsobem, pak je maso hněteno s jemným bulgurem a v některých zemích Blízkého východu se podává tato směs i v syrové formě.
Nápadité náplně, které často vylepšují chuť pokrmu, poskytují mnoho příležitostí pro kreativní kulinářské experimenty. Do masové směsi se často přidávají ořechy, sýr nebo vejce.

## Varianty
Maso se obvykle mísí s kořením a často i s dalšími ingrediencemi, jako je rýže, bulgur, zelenina nebo vejce, čímž vzniká pasta. Mohou se grilovat, smažit, vařit v páře, připravovat na přepuštěném másle, péct nebo marinovat. Mohou být podávány s pikantní omáčkou nebo v polévce. Kofty se někdy připravují i z ryb, zeleniny nebo dokonce i tvarohu. Někdy jsou plené ořechy, sýrem či vejcem. Existují i tepelně neupravené verze.
- Chiftele, rumunská verze s mletým vepřovým masem smíchaným s bramborovou kaší
- Çiğ köfte, turecká a arménská verze připravovaná z bulguru a syrového masa, jejichž konzumace bez tepelné úpravy však nese zdravotní riziko[22]
- Mercimek köftesi, turecká veganská kofta z bulguru a čočky
- Orkh, arménská a syrská verze z masa a bulguru, obvykle pečená nebo pomalu smažená a vytvarovaná do podoby válečků[23]
- İnegöl köfte, turecký druh kofty
- Islama köfte, dušená kofta z Turecka
- Kibbeh, blízkovýchodní pokrm, jehož součástí jsou kofty, které jsou někdy podávané syrové
- Analı kızlı, turecká polévka
- Kofta Chawal, pokrm z Indického subkontinentu s masovými nebo zeleninovými kuličkami v kari omáčce, podávaný s rýží
- Malai kofta[24]
- Nargisi Kofta, pokrm z Indického subkontinentu sestávající z vařeného vejce obaleného v masové směsi
- Şiş köfte, turecká kofta ve stylu kebabu
- Sulu köfte, turecká polévka nebo dušené maso
- Tabriz köftesi, ázerbájdžánská verze, která je charakteristická neobvyklým průměrem koulí, které mají přibližně 20 cm[2]
- Tatarsko kyufte, bulharsko-tatarská verze kofty[25]
- Tomatokeftedes, řecká vegetariánská verze kofty, ve které se používají rajčata[26]
- Koftet el hati, egyptský pokrm z grilovaných špízů z masových kuliček ochucených směsí koření jako je kmín, koriandr a skořice, v kombinaci s čerstvými bylinkami, například petrželkou
- Koftet rozz, egyptský pokrm, který se skládá z kořeněných masových kuliček ze směsi mletého masa, drcené rýže a čerstvých bylinek, dušených v rajčatové omáčce

## Fotogalerie

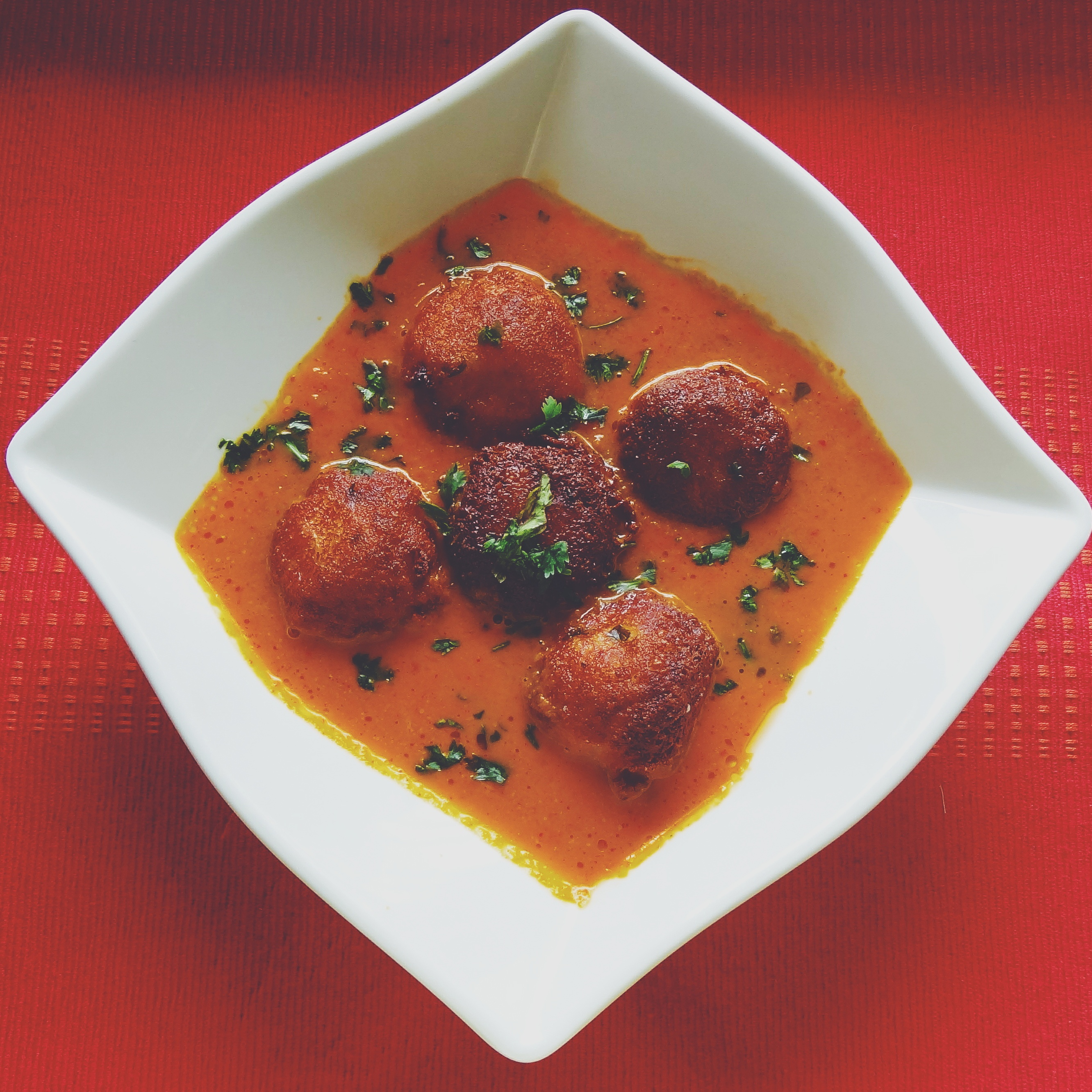
Malai kofta, pokrm charakteristický pro Indický subkontinent
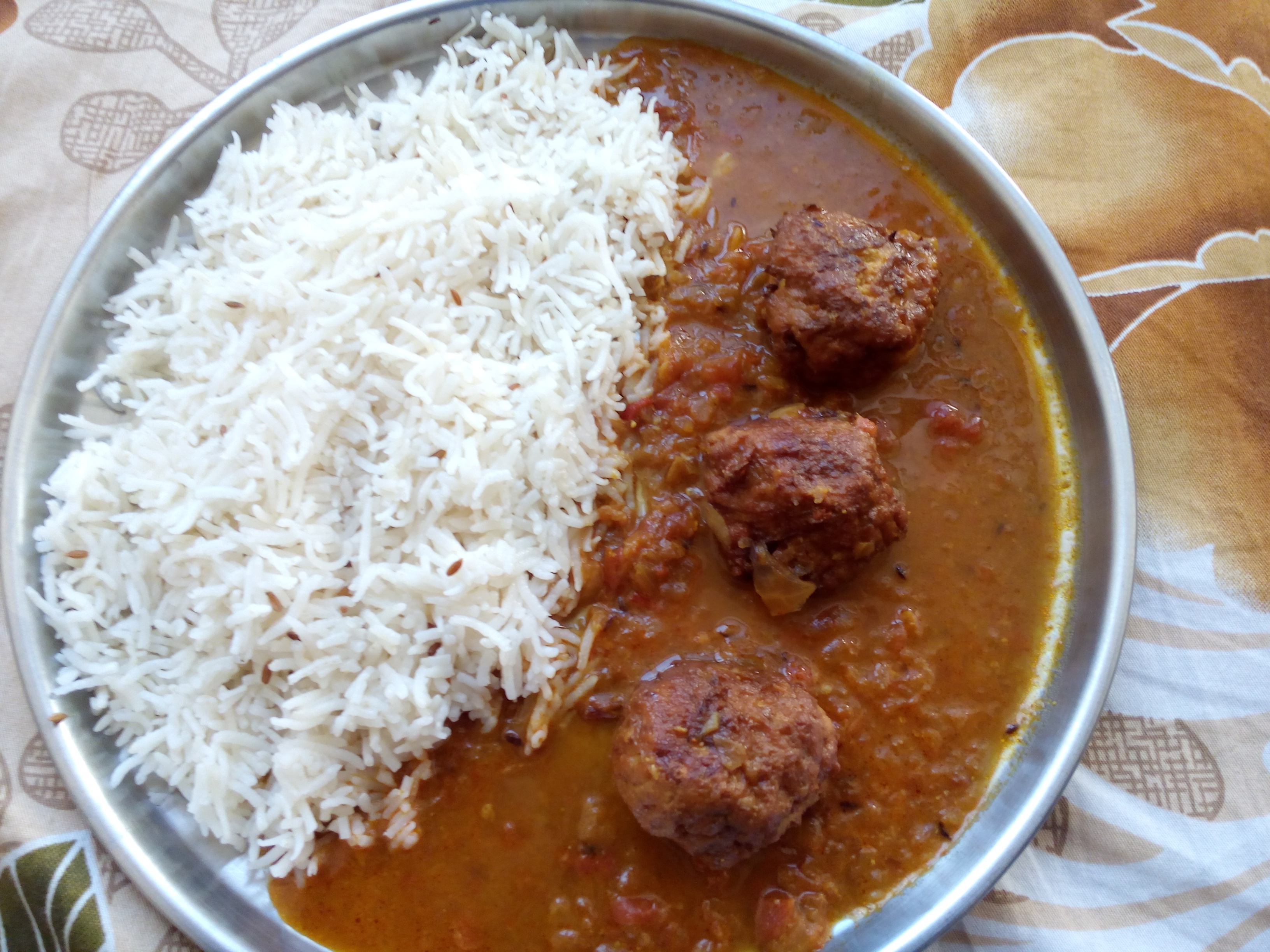
Vegetariánská kofta Chawal z Indie
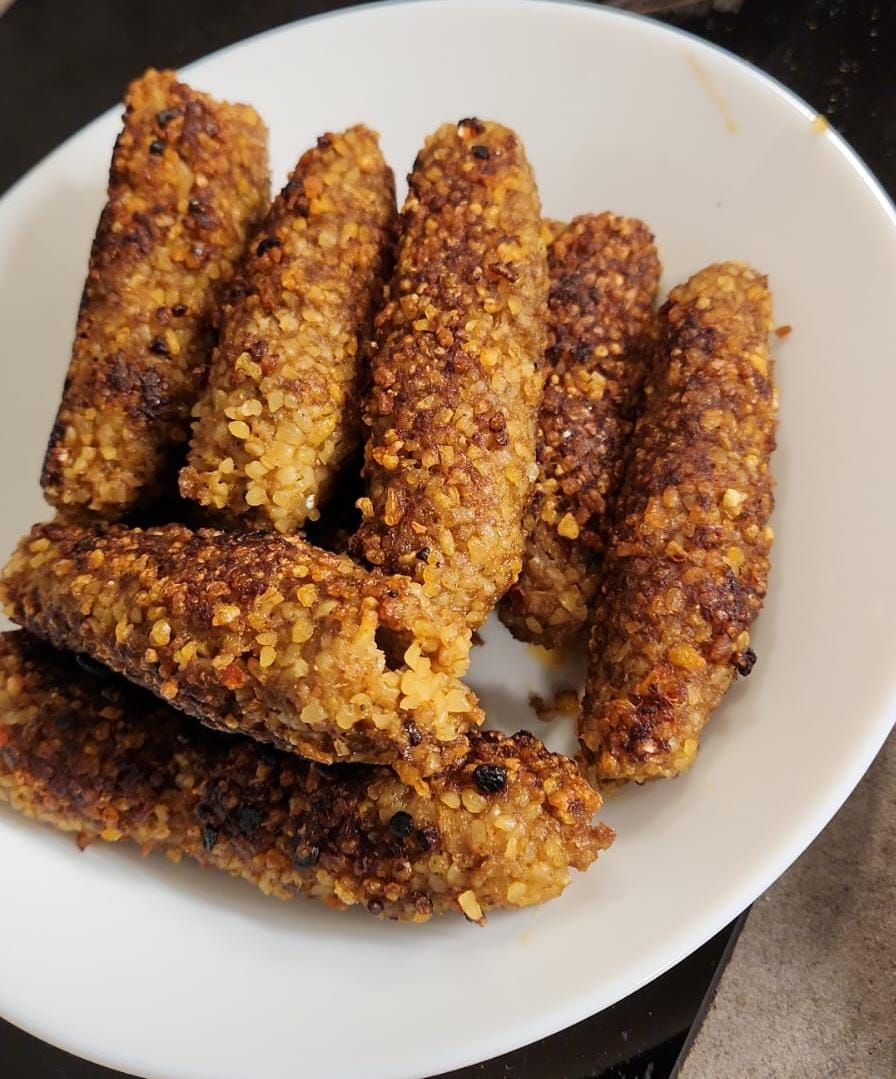
Arménská orkh kofta s bulgurem
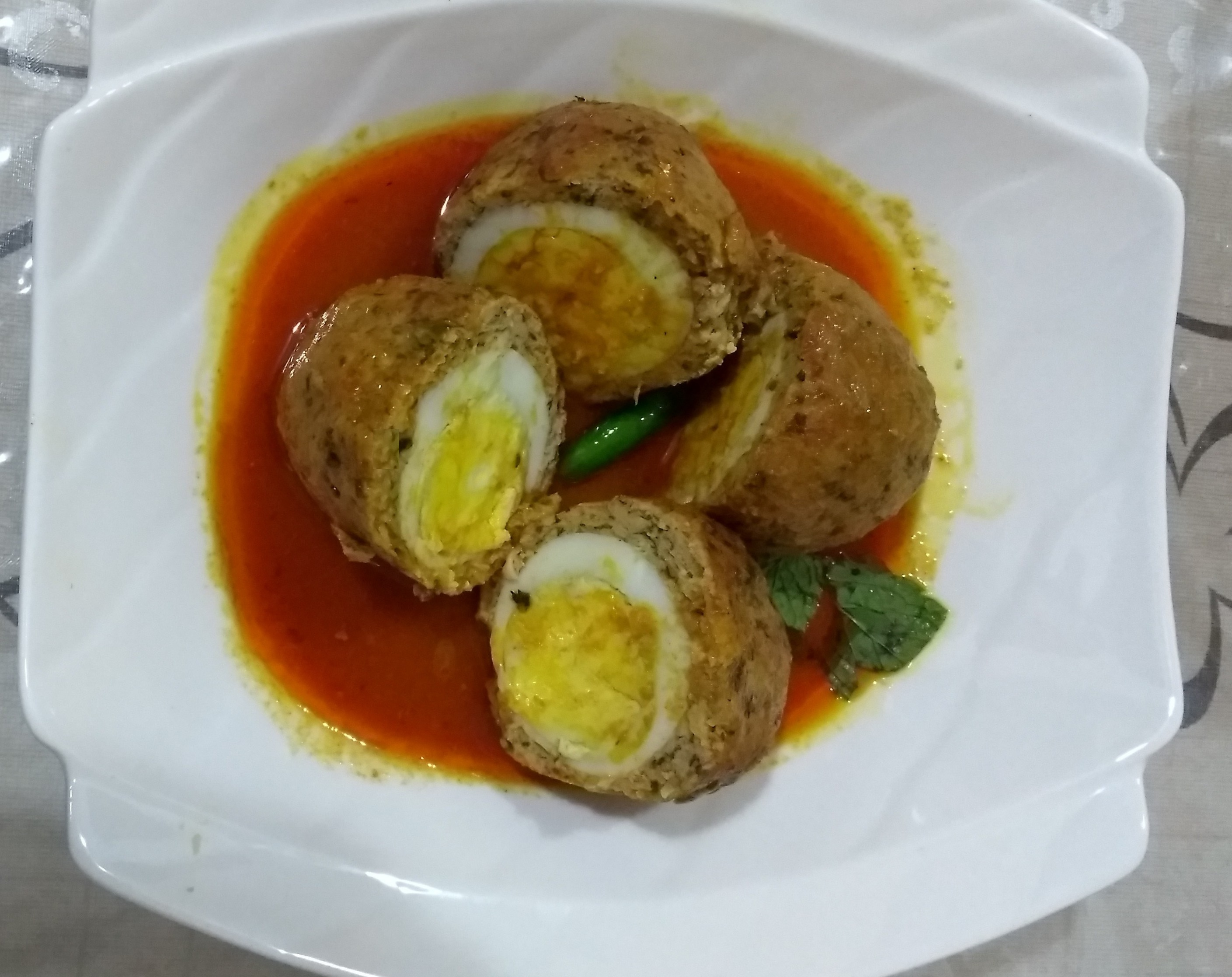
Nargesi kofta s vařeným vejcem
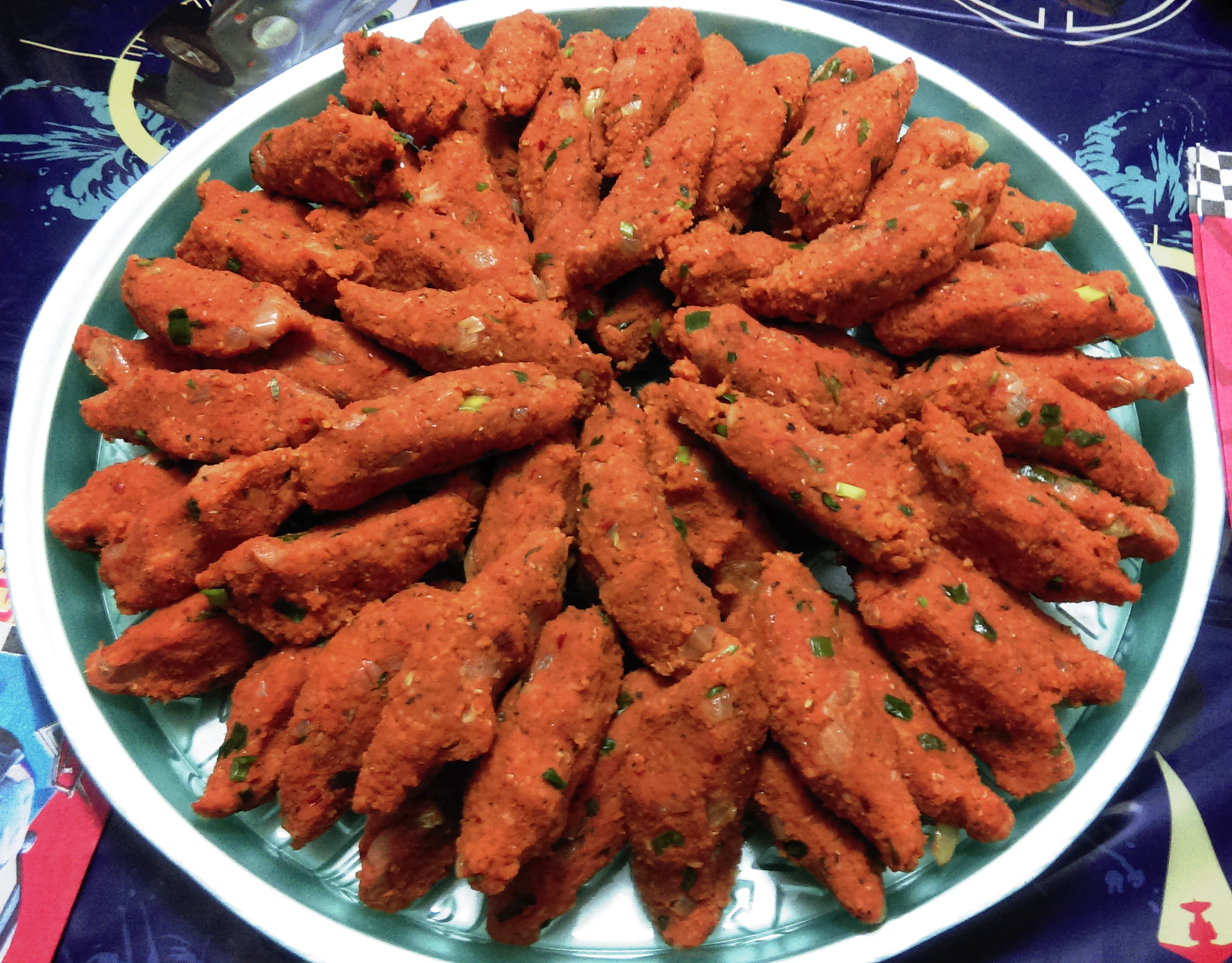
Turecká veganská mercimek köftesi, s čočkou a bulgurem